# Président du Congrès des députés
Le président du Congrès des députés (en espagnol : Presidente del Congreso de los Diputados) est le député chargé d'occuper la présidence du Congrès des députés, chambre basse des Cortes Generales espagnoles.
Le titulaire de ce poste est, depuis le 17 août 2023, la socialiste Francina Armengol.

## Élection
Il est élu lors de la première séance qui suit la tenue des élections générales (sesión constitutiva), ou lors de la première séance plénière (pleno) qui suit la démission du titulaire.
La majorité absolue des députés élus est requise lors du premier tour. En cas d'échec, un second tour est organisé immédiatement après la proclamation des résultats par le président de séance, où la majorité simple est cette fois suffisante. Chaque député est libre d'écrire le nom qu'il souhaite sur son bulletin de vote, même si ceux du groupe majoritaire votent toujours pour un candidat préalablement désigné par leur parti.
Son mandat prend fin en cas de décès, démission, perte de la qualité de député, ou à la suite de la dissolution du Congrès, prélude à la tenue d'élections générales.

## Fonctions
Il préside séances plénières, dont il assure l'ouverture, la clôture et la fixation de l'ordre du jour en collaboration avec la conférence des porte-paroles. Il préside également les réunions de la conférence des porte-paroles et de la députation permanente.
Chargé de diriger les débats et d'en contrôler le bon ordre, lui seul peut donner la parole et la retirer. Il a la faculté de rappeler un député ou l'ensemble de l'assemblée à l'ordre, d'expulser immédiatement, pour une ou deux séances, tout député qui a été rappelé trois fois à l'ordre, qui n'a pas quitté la salle des séances après le prononcé d'expulsion, ou qui a produit un désordre grave du fait de sa conduite.
Il s'assure de la bonne application du règlement et de la bonne marche des travaux parlementaires.
C'est à lui qu'il revient de présider les séances communes des deux chambres des Cortes Generales. En outre, il peut convoquer et présider toute commission parlementaire, mais sans droit de vote pour celles dont il n'est pas habituellement membre. C'est par son intermédiaire que ces mêmes commissions demandent des informations ou convoquent des ministres ou des hauts fonctionnaires, et c'est lui qui fixe l'ordre du jour de leurs réunions, en accord avec leurs bureaux.
En cas de vacance, d'absence ou d'impossibilité, il est remplacé par un vice-président, selon l'ordre d'élection.

## Rang protocolaire
Il se situe au quatrième rang dans l'ordre de préséance, après le roi d'Espagne, sa famille, et le président du gouvernement.

## Titulaires depuis 1977
| Législature  | Titulaire                   | Parti                                  | Parti | Élection                               | Date de début    | Date de fin       |
| ------------ | --------------------------- | -------------------------------------- | ----- | -------------------------------------- | ---------------- | ----------------- |
| Constituante | Fernando Álvarez de Miranda |                                        | UCD   | 1er tour : 169 voix 2d tour : 169 voix | 13 juillet 1977  | 2 janvier 1979    |
| Ire          | Landelino Lavilla           |                                        | UCD   | 1er tour : 177 voix                    | 23 mars 1979     | 31 août 1982      |
| IIe          | Gregorio Peces-Barba        |                                        | PSOE  | 1er tour : 338 voix                    | 18 novembre 1982 | 23 avril 1986     |
| IIIe         | Félix Pons                  |                                        | PSOE  | 1er tour : 322 voix                    | 15 juillet 1986  | 2 septembre 1989  |
| IVe          | Félix Pons                  | 1er tour : 184 voix                    | PSOE  | 21 novembre 1989                       | 29 juin 1993     |                   |
| Ve           | Félix Pons                  | 1er tour : 184 voix                    | PSOE  | 29 juin 1993                           | 9 janvier 1996   |                   |
| VIe          | Federico Trillo             |                                        | PP    | 1er tour : 179 voix                    | 27 mars 1996     | 18 janvier 2000   |
| VIIe         | Luisa Fernanda Rudi         |                                        | PP    | 1er tour : 329 voix                    | 5 avril 2000     | 21 janvier 2004   |
| VIIIe        | Manuel Marín                |                                        | PSOE  | 1er tour : 202 voix                    | 2 avril 2004     | 15 janvier 2008   |
| IXe          | José Bono                   |                                        | PSOE  | 1er tour : 168 voix 2d tour : 170 voix | 1er avril 2008   | 26 septembre 2011 |
| Xe           | Jesús Posada                |                                        | PP    | 1er tour : 202 voix                    | 13 décembre 2011 | 27 octobre 2015   |
| XIe          | Patxi López                 |                                        | PSOE  | 1er tour : 130 voix 2d tour : 130 voix | 13 janvier 2016  | 3 mai 2016        |
| XIIe         | Ana Pastor                  |                                        | PP    | 1er tour : 169 voix 2d tour : 169 voix | 19 juillet 2016  | 5 mars 2019       |
| XIIIe        | Meritxell Batet             |                                        | PSC   | 1er tour : 175 voix 2d tour : 175 voix | 21 mai 2019      | 24 septembre 2019 |
| XIVe         | Meritxell Batet             | 1er tour : 167 voix 2d tour : 166 voix | PSC   | 3 décembre 2019                        | 17 août 2023     |                   |
| XVe          | Francina Armengol           |                                        | PSOE  | 1er tour : 178 voix                    | 17 août 2023     | en fonction       |